# Cheryl Dunye
Cheryl Dunye, född 13 maj 1966, är en afroamerikansk regissör, filmproducent, manusförfattare och skådespelerska. Hennes filmer kretsar ofta kring teman såsom ras, sexualitet och kön, särskilt i relation till svarta lesbiska.
Dunye föddes i Liberia och växte upp i Philadelphia, USA. Hon har efter utbildning vid Temple University och Rutgers University verkat som lärare vid bland annat University of California Los Angeles och The New School of Social Research. För närvarande är hon professor vid San Francisco State University.
Hennes mest kända verk, debutfilmen The Water Melon Woman från 1996, utforskar svarta kvinnor och lesbiskas roll i filmhistorien. Filmen är enligt bedömare "den första långfilmen i filmkonstens historia som både skrivits och regisserats av en svart lesbisk kvinna, och som dessutom handlar om svarta lesbiska.” Idén till The Water Melon Woman fick Dunye i samband med en universitetskurs om svart filmhistoria, där hon själv inriktade sig på svarta skådespelerskor i filmens begynnelse. Hon upptäckte att namnen på dessa skådespelerskor sällan nämndes i filmernas eftertexter, och bestämde sig för att belysa deras historia. Filmtiteln är en blinkning till filmen The Watermelon Man (1970) av Melvin Van Peebles.
Filmens huvudperson Cheryl, spelad av regissören själv, är en ung svart lesbisk filmskapare med sikte på att skildra de svarta lesbiska filmarbetare som glömts bort genom historien. Filmen utspelar sig till stor del i olika arkiv, där huvudpersonen Cheryl letar efter spår av svarta lesbiska. En av arkivarierna spelas av den kända lesbiska aktivisten Sarah Schulman.
The Water Melon Woman kom efter premiären att motta ett flertal priser och utmärkelser, bland annat det prestigefyllda Teddy Award vid filmfestivalen i Berlin.
Dunye följde upp långfilmsdebuten med HBO-dramaserien Stranger Inside (2001), som handlar om svarta lesbiska i amerikanska fängelser. Filmen hade en budget på 2 miljoner dollar och visades på såväl tv som biografer.